# Sarcophaga cooleyi
Sarcophaga cooleyi är en tvåvingeart som beskrevs av Parker 1914. Sarcophaga cooleyi ingår i släktet Sarcophaga och familjen köttflugor. Inga underarter finns listade i Catalogue of Life.